# Kirchheim (Bas-Rhin)
Pour les articles homonymes, voir Kirchheim.
Kirchheim (Keriche en alsacien) est une commune française située dans la circonscription administrative du Bas-Rhin et, depuis le 1er janvier 2021, dans le territoire de la Collectivité européenne d'Alsace, en région Grand Est.
Cette commune se trouve dans la région historique et culturelle d'Alsace.

## Géographie
Kirchheim est située au pied des collines sous-vosgiennes, à la limite ouest de la plaine d'Alsace. Elle est distante de 22 km à l'ouest de Strasbourg et de 19 km au sud-est de Saverne. Ses communes limitrophes sont Marlenheim au nord, Odratzheim et Scharrachbergheim-Irmstett au sud et Wangen au nord-ouest.
Traversée par la route départementale 220, reliée à la RD 1004 à moins d'un kilomètre au nord, Kirchheim dispose d'un accès rapide à un axe de circulation majeur reliant Saverne à Strasbourg. L'ancienne voie ferrée Molsheim - Saverne, déclassée en 1967 et valorisée par une piste cyclable, traverse la commune. Elle est desservie en transports en commun par le réseau 67 (géré par le département du Bas-Rhin) sur les lignes 233 (Cosswiller - Westhoffen - Marlenheim - Nordheim) et 234 (Molsheim - Wasselonne).
La commune est arrosée par la Mossig qui s'écoule du nord vers le sud et qui constitue la limite est du ban. l'écosystème le plus remarquable est celui de la ripisylve du cours d'eau. Il constitue un corridor biologique pour la vie et le déplacement de la faune. À noter la présence avérée sur le territoire communal du grand Hamster d'Alsace, espèce extrêmement menacée et protégée.
Le paysage est constitué de terres cultivées et de prairies ; la vigne occupe la partie sud-est de la commune sur les pentes de l'"Am Berg" et, dans une moindre mesure, le nord-ouest vers Wangen.
Kirchheim se situe sur la Route des vins d'Alsace.  
| Wangen     |            | Marlenheim |
| Westhoffen | Kirchheim  |            |
|            | Odratzheim | Dahlenheim |

### Hydrographie
La commune est dans le bassin versant du Rhin au sein du bassin Rhin-Meuse. Elle est drainée par la Mossig, le Floss Graben et la Fosse Brugel,.
La Mossig, d'une longueur totale de 33,1 km, prend sa source dans la commune de Wangenbourg-Engenthal et se jette  dans la Bruche à Avolsheim, après avoir traversé 13 communes. 

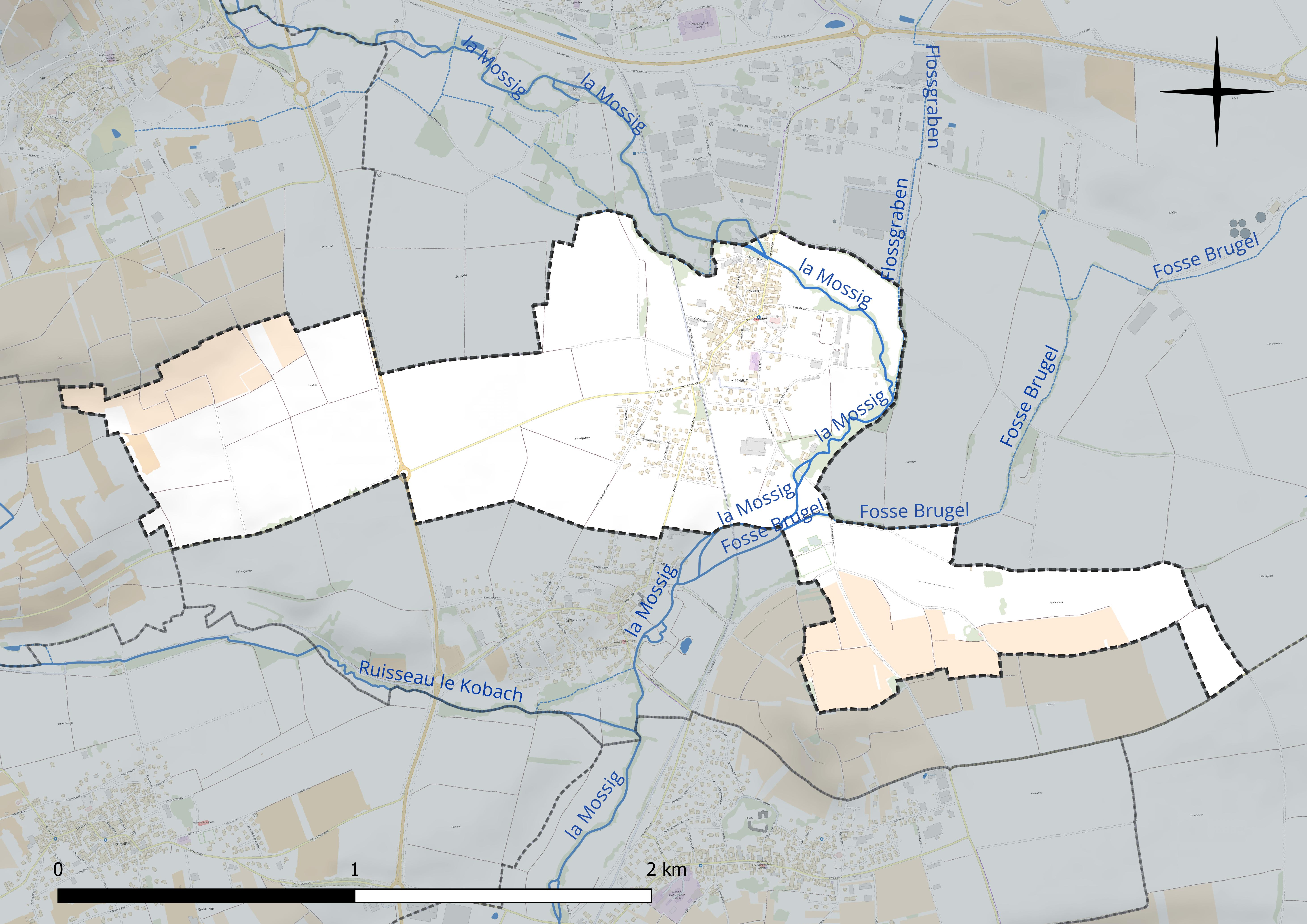
Réseau hydrographique de Kirchheim.

### Climat
Pour des articles plus généraux, voir Climat du Grand Est et Climat du Bas-Rhin.
En 2010, le climat de la commune est de type climat des marges montargnardes, selon une étude du Centre national de la recherche scientifique s'appuyant sur une série de données couvrant la période 1971-2000. En 2020, Météo-France publie une typologie des climats de la France métropolitaine dans laquelle la commune est exposée à un climat semi-continental et est dans la région climatique  Vosges, caractérisée par une pluviométrie très élevée (1 500 à 2 000 mm/an) en toutes saisons et un hiver rude (moins de 1 °C). 
Pour la période 1971-2000, la température annuelle moyenne est de 10,5 °C, avec une amplitude thermique annuelle de 17,7 °C. Le cumul annuel moyen de précipitations est de 671 mm, avec 9,2 jours de précipitations en janvier et 10,1 jours en juillet. Pour la période 1991-2020, la température moyenne annuelle observée sur la station météorologique de Météo-France la plus proche, « Strasbourg-Entzheim », sur la commune d'Entzheim à 13 km à vol d'oiseau, est de 11,4 °C et le cumul annuel moyen de précipitations est de 635,7 mm. 
La température maximale relevée sur cette station est de 38,9 °C, atteinte le 25 juillet 2019 ; la température minimale est de −23,6 °C, atteinte le 23 janvier 1942,,. 
Les paramètres climatiques de la commune ont été estimés pour le milieu du siècle (2041-2070) selon différents scénarios d'émission de gaz à effet de serre à partir des nouvelles projections climatiques de référence DRIAS-2020. Ils sont consultables sur un site dédié publié par Météo-France en novembre 2022.

## Urbanisme

### Typologie
Au 1er janvier 2024, Kirchheim est catégorisée bourg rural, selon la nouvelle grille communale de densité à sept niveaux définie par l'Insee en 2022.
Elle appartient à l'unité urbaine de Marlenheim, une agglomération intra-départementale regroupant cinq  communes, dont elle est une commune de la banlieue,,. Par ailleurs la commune fait partie de l'aire d'attraction de Strasbourg (partie française), dont elle est une commune de la couronne,. Cette aire, qui regroupe 268 communes, est catégorisée dans les aires de 700 000 habitants ou plus (hors Paris),.

### Occupation des sols
L'occupation des sols de la commune, telle qu'elle ressort de la base de données européenne d’occupation biophysique des sols Corine Land Cover (CLC), est marquée par l'importance des territoires agricoles (86,1 % en 2018), en diminution par rapport à 1990 (87,4 %). La répartition détaillée en 2018 est la suivante : 
terres arables (70,2 %), cultures permanentes (15,5 %), zones urbanisées (13,6 %), prairies (0,5 %), zones industrielles ou commerciales et réseaux de communication (0,3 %). L'évolution de l’occupation des sols de la commune et de ses infrastructures peut être observée sur les différentes représentations cartographiques du territoire : la carte de Cassini (XVIIIe siècle), la carte d'état-major (1820-1866) et les cartes ou photos aériennes de l'IGN pour la période actuelle (1950 à aujourd'hui).

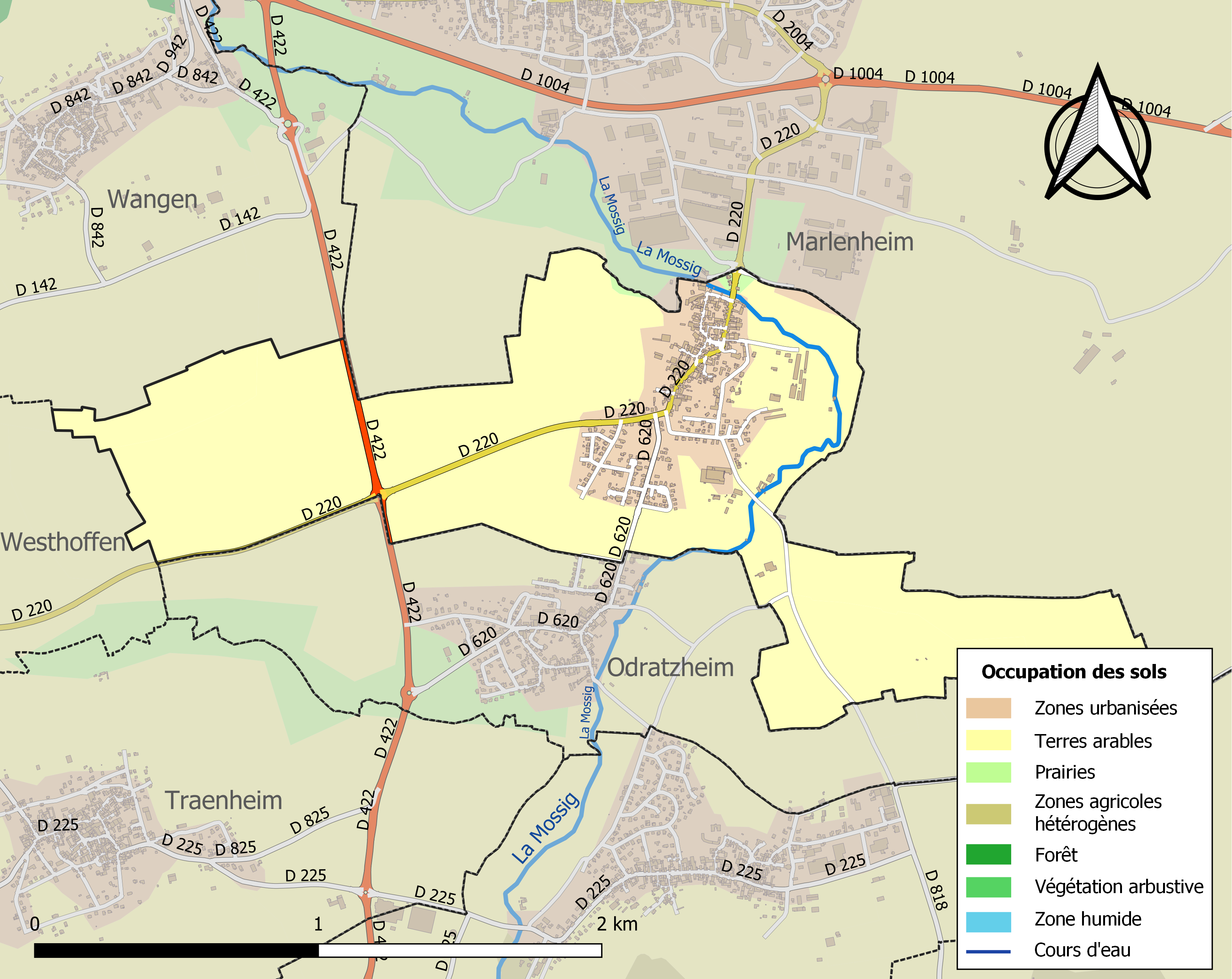
Carte des infrastructures et de l'occupation des sols de la commune en 2018 (CLC).

## Histoire
Le village de Kirchheim (Chirichheim au VIIe siècle) a pu exister dès l'époque romaine (vestiges). À l'époque mérovingienne, une résidence royale est attestée ; les rois carolingiens y séjournent fréquemment : Charles le Gros et l'impératrice Richarde.
Bien d'Empire, le village dépendait de Wasselonne dont il partagea le destin avant de passer à la ville de Strasbourg. Le couvent de Haslach y avait une cour domaniale et détenait quelques droits. Un monastère de religieuses est signalé au XIIe siècle (en 1274, Rodolphe de Habsbourg le prit sous sa protection).
Kirchheim faisait partie du chapitre de Molsheim : son église était église-mère de Marlenheim et d'Odratzheim, qui demeura sa filiale jusqu'en début du XIXe siècle.

### Héraldique
| Blason de Kirchheim (Bas-Rhin) | Blason  | De gueules au livre ouvert d'argent, au texte de sable orné de la lettrine K d'or, soutenu d'un tampon encreur d'imprimeur d'or.                       |
| Blason de Kirchheim (Bas-Rhin) | Détails | Le blason représente un livre ouvert et un tampon encreur et témoigne de la présence dans la commune de plusieurs imprimeries aux XVe et XVIe siècles. |

## Politique et administration
| Période                                  | Période                   | Identité                                     | Étiquette | Qualité                 |
| ---------------------------------------- | ------------------------- | -------------------------------------------- | --------- | ----------------------- |
| avant 1951                               | ?                         | Albert Sieffert                              | RPF       | Agriculteur viticulteur |
|                                          |                           |                                              |           |                         |
| mars 2001                                | 2008                      | Jean-Marie Heitz                             |           |                         |

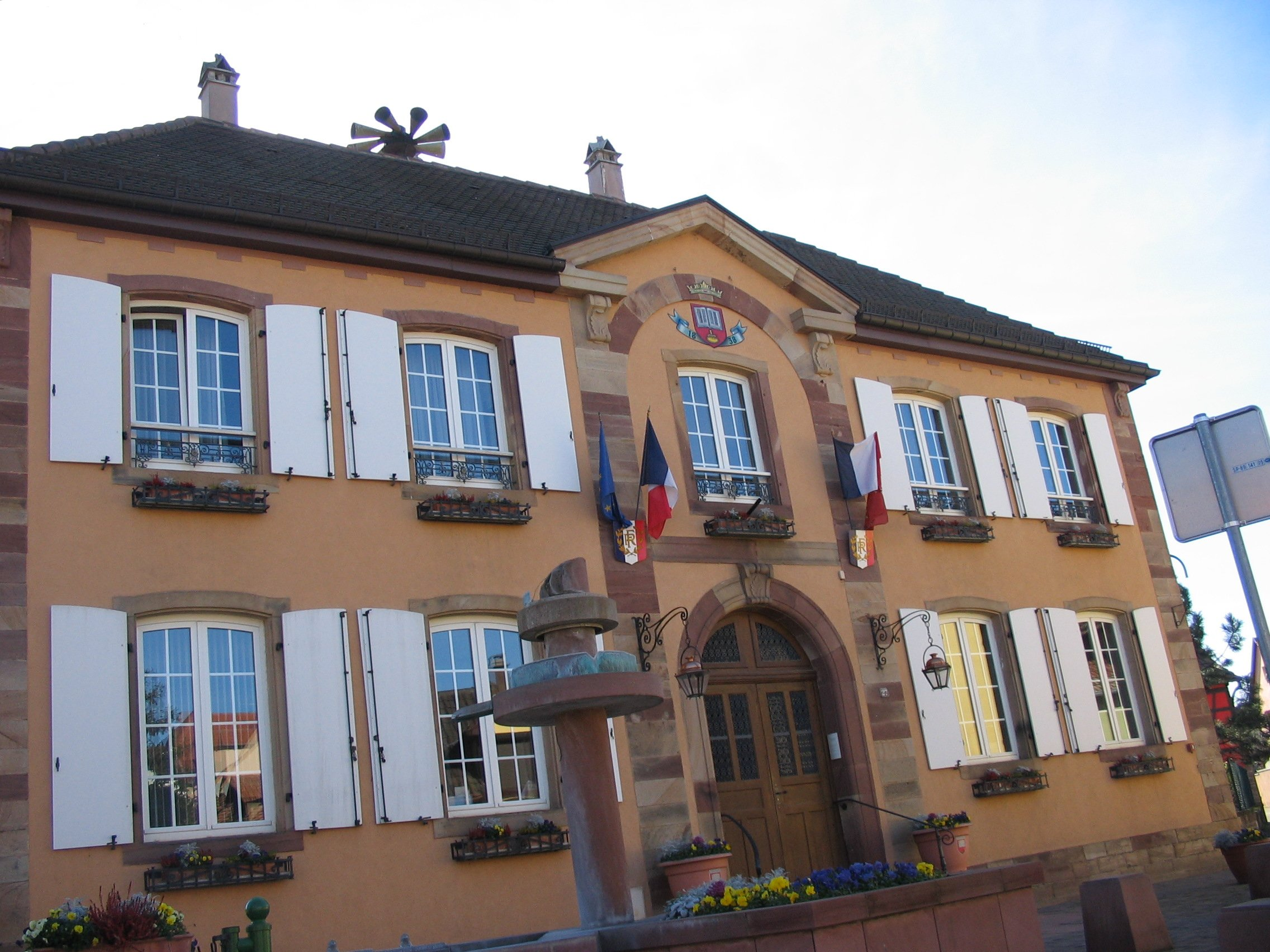
Mairie de Kirchheim.

| mars 2008                                | En cours (au 31 mai 2020) | Patrick Deck, Réélu pour le mandat 2020-2026 |           |                         |
| Les données manquantes sont à compléter. |                           |                                              |           |                         |

La commune adhère, via la communauté de communes de la Porte du Vignoble, au schéma de cohérence territoriale de la région de Strasbourg (SCOTERS) et participe également au Pays Bruche-Mossig-Piémont.

## Population et société

### Démographie
L'évolution du nombre d'habitants est connue à travers les recensements de la population effectués dans la commune depuis 1793. Pour les communes de moins de 10 000 habitants, une enquête de recensement portant sur toute la population est réalisée tous les cinq ans, les populations de référence des années intermédiaires étant quant à elles estimées par interpolation ou extrapolation. Pour la commune, le premier recensement exhaustif entrant dans le cadre du nouveau dispositif a été réalisé en 2006.

En 2022, la commune comptait 697 habitants, en évolution de +1,01 % par rapport à 2016 (Bas-Rhin : +3,17 %, France hors Mayotte : +2,11 %).
| 1793 | 1800 | 1806 | 1821 | 1831 | 1836 | 1841 | 1846 | 1851 |
| ---- | ---- | ---- | ---- | ---- | ---- | ---- | ---- | ---- |
| 430  | 424  | 402  | 484  | 493  | 515  | 509  | 487  | 459  |

| 1856 | 1861 | 1866 | 1871 | 1875 | 1880 | 1885 | 1890 | 1895 |
| ---- | ---- | ---- | ---- | ---- | ---- | ---- | ---- | ---- |
| 435  | 426  | 439  | 416  | 393  | 392  | 377  | 375  | 379  |

| 1900 | 1905 | 1910 | 1921 | 1926 | 1931 | 1936 | 1946 | 1954 |
| ---- | ---- | ---- | ---- | ---- | ---- | ---- | ---- | ---- |
| 376  | 341  | 349  | 320  | 330  | 334  | 297  | 325  | 305  |

| 1962 | 1968 | 1975 | 1982 | 1990 | 1999 | 2006 | 2011 | 2016 |
| ---- | ---- | ---- | ---- | ---- | ---- | ---- | ---- | ---- |
| 319  | 321  | 439  | 438  | 499  | 513  | 543  | 666  | 690  |

| 2021 | 2022 | - | - | - | - | - | - | - |
| ---- | ---- | - | - | - | - | - | - | - |
| 704  | 697  | - | - | - | - | - | - | - |

Le gain de population entre 1968 et 1975 est dû à la construction d'un lotissement qui a favorisé la venue de nouveaux habitants.
La structure et la dynamique de la population accréditent la position de la commune comme élément de la couronne périurbaine de Strasbourg. De commune rurale, Kirchheim a basculé à la fin des années 1970 dans la catégorie des communes urbaines, victime de l'étalement urbain de l'agglomération strasbourgeoise. Les migrations liées au travail se font essentiellement à destination de Marlenheim, Wasselonne, Molsheim et Strasbourg.

### Sport
- Club de pétanque Amicale bouliste du vignoble de Kircheim[23].

## Économie
Le tissu économique repose essentiellement sur une entreprise d'emballage et de conditionnement qui fournit les 2/3 des emplois disponibles sur la commune. Le reste de l'activité économique est le fait d'établissement de très petite taille (moins de 10 salariés). La commune offre toutefois un total de 80 emplois sur son territoire.
À cela, il convient d'ajouter le secteur agricole (10 exploitations professionnelles) essentiellement tourné vers la culture du maïs. L'activité commerciale est quasi inexistante ; les besoins de première nécessité sont assurés par un service ambulant. L'activité liée au tourisme représente une part faible (2 gîtes).

## Culture locale et patrimoine

### Lieux et monuments
- Église de la Sainte-Trinité du XIIe – XIXe siècle et son orgue Stiehr installé en 1850.
- Ancien presbytère du XVIIe siècle.
- Mairie du XIXe siècle.

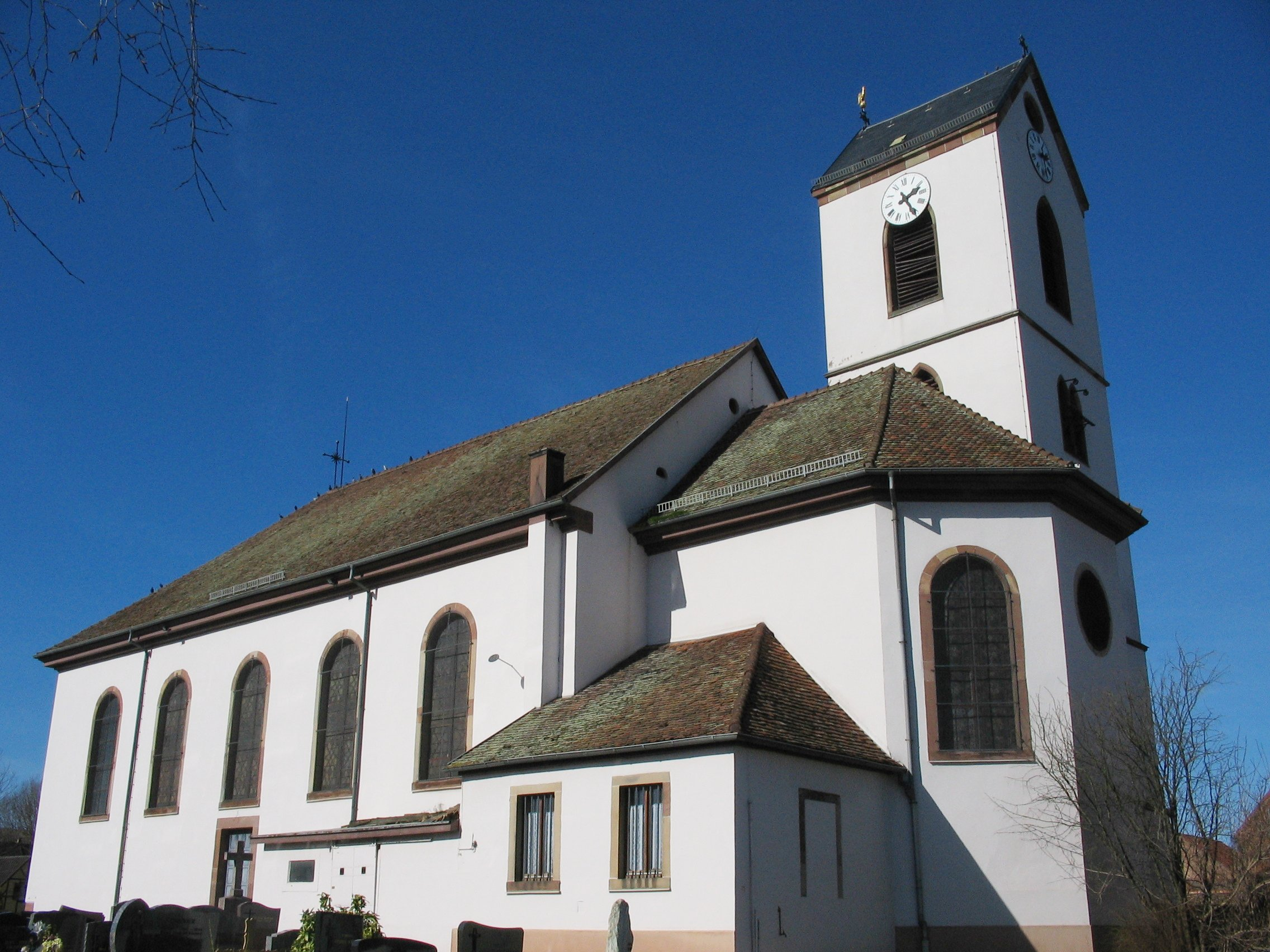
Église de la Sainte-Trinité.
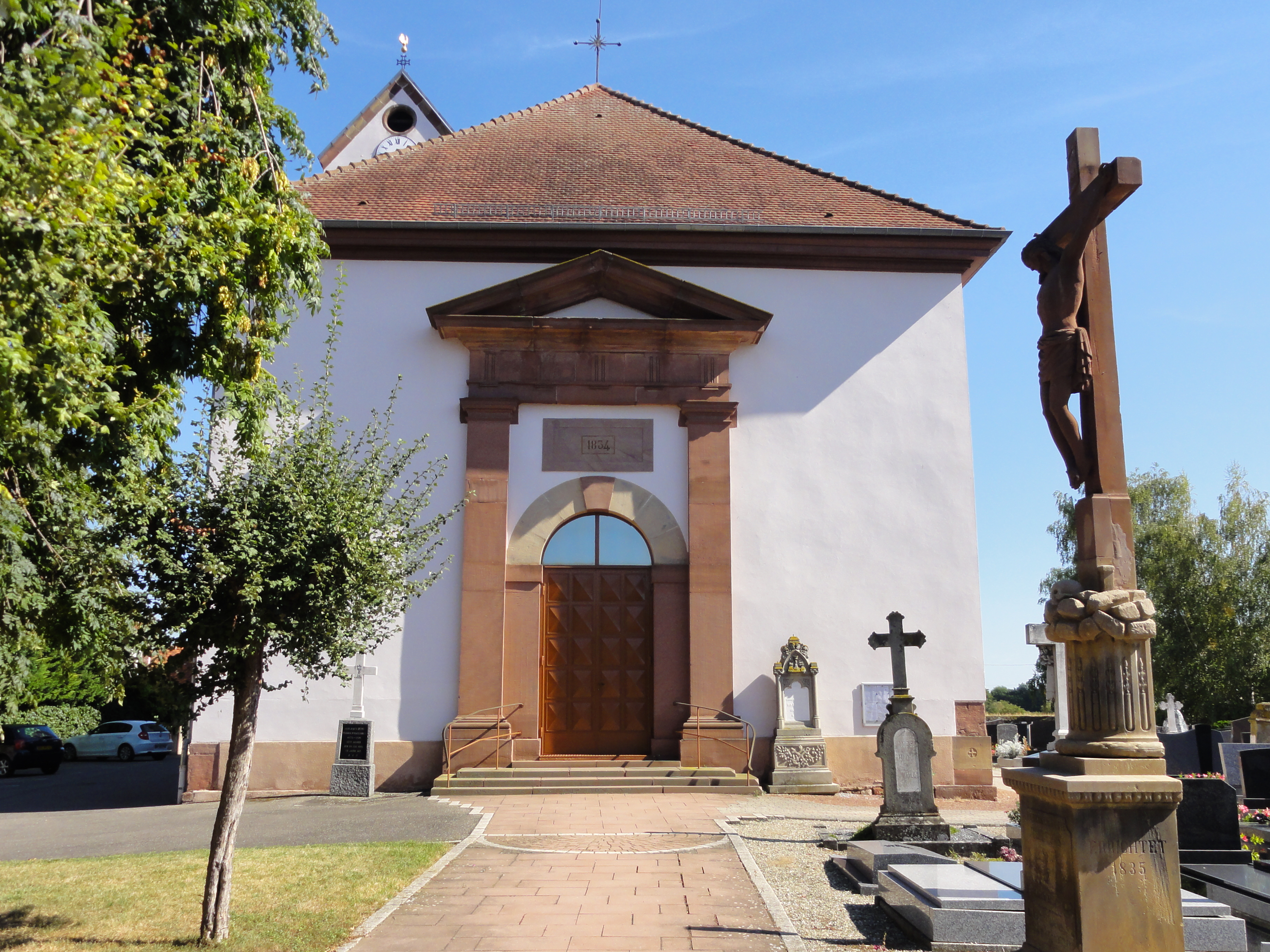
Façade occidentale néoclassique de l'église.

### Personnalités liées à la commune
- Dagobert II, avait une résidence à Kirchheim
- Aemilian Rosengart (1757 - 1810), théologien, philosophe, musicien et compositeur né à Kirchheim.